# Ike Landvoigt
Ike Landvoigt, né le 19 septembre 1973 à Potsdam, est un rameur d'aviron est-allemand. 

## Carrière
Ike Landvoigt participe aux Jeux olympiques de 1996 à Atlanta et termine neuvième avec le quatre sans barreur allemand. Aux Jeux olympiques de 2000 à Sydney, il se classe onzième en quatre sans barreur.
Il obtient une médaille d'or en huit aux Championnats du monde d'aviron 1995  et une médaille d'argent en huit aux Championnats du monde d'aviron 1998.

## Famille
Il est le fils de Jörg Landvoigt et le neveu de Viola Goretzki et Bernd Landvoigt.